# Czarodziejska karuzela
Czarodziejska karuzela (fr. Le Manège enchanté) – francuski serial animowany dla dzieci. W 2005 roku powstał remake Magiczna karuzela.
W Polsce serial był emitowany na kanale TVP1 w Wieczorynce w pierwszej połowie lat 90.

## Opis fabuły
Akcja dzieje się w magicznej krainie toczącej się według zaczarowanej karuzeli. Jest zamieszkiwana przez dzieci, gadające zwierzęta oraz ożywione zabawki.

## Wersja polska
Opracowanie wersji polskiej: Master Film

Wystąpili:
- Jacek Czyż – pies Pollux
- Iwona Rulewicz – Margo
- Jacek Bończyk – ślimak Ambroży
- Agnieszka Kunikowska – krowa Azalia
- Piotr Plebańczyk – Kręciołek
- Maciej Czapski – Flapuś
- Wojciech Machnicki – pan Omszałek
- Jerzy Mazur – pociąg

Lektor: Maciej Czapski